# 林孝二郎
林 孝二郎（はやし こうじろう、1946年〈昭和21年〉1月 - ）は、日本の建設技監、地方公務員。国土庁大都市圏整備課長、千葉市副市長などを歴任。

## 人物・経歴
1946年 千葉市に生まれる。千葉市立葛城中学校卒業、1964年 県立千葉高校卒業。1969年 東京大学工学部都市工学科卒業。同年 建設省に入省し、国土庁、富山県庁、愛知県庁などで都市づくり、地域づくりに携わる。1992年 (平成4年) 千葉市都市局長、1995年 国土庁大都市圏整備課長、1997年 東京都 防災都市づくり、開発計画部長、2002年 千葉市副市長、2008年12月 退職。

## 2009年千葉市長選挙
2008年年末、当時の千葉市長・鶴岡啓一は翌年の次期市長選挙不出馬とともに林を後継指名した。林は12月に副市長を退任し、選挙戦に専念したが翌2009年4月22日、鶴岡が収賄容疑で警視庁に逮捕され、林は逆風の下での戦いとなった。選挙は5月31日に告示され、林の他に元千葉市議会議員の熊谷俊人、日本共産党所属の結城房江が立候補。6月14日に投開票され、林は熊谷に5万票以上の大差をつけられ敗れた。
※当日有権者数：人 最終投票率：43.50%（前回比：pts）
| 候補者名 | 年齢 | 所属党派   | 新旧別 | 得票数    | 得票率 | 推薦・支持                           |
| -------- | ---- | ---------- | ------ | --------- | ------ | ------------------------------------ |
| 熊谷俊人 | 31   | 無所属     | 新     | 170,629票 | 53.47% | 民主党・千葉市民ネット・新社会党推薦 |
| 林孝二郎 | 63   | 無所属     | 新     | 117,560票 | 36.84% | 自由民主党・公明党推薦               |
| 結城房江 | 65   | 日本共産党 | 新     | 30,933票  | 9.69%  |                                      |

## 栄典
- 2022年、令和4年春の叙勲で瑞宝中綬章受章[5]